# Skyritida
Skyritida (in greco Σκυρίτιδα?) è un ex comune della Grecia nella periferia del Peloponneso di 2 248 abitanti secondo i dati del censimento 2001.
È stato soppresso a seguito della riforma amministrativa detta Programma Callicrate in vigore dal gennaio 2011 ed è ora compreso nel comune di Tripoli.

## Località
Skyritida è formata dall'insieme delle seguenti località:
- Agia Varvara
- Alepochori
- Kerassia
- Kollines
- Pigadakia
- Vlachokerasea
- Vourvoura